# Delley-Portalban
Delley-Portalban is een gemeente in het district Broye van het kanton Fribourg in Zwitserland.

## Geografie
De gemeente ligt aan de zuidoever van het meer van Neuchâtel. De buurgemeenten in kanton Fribourg zijn Saint-Aubin, Vallon en Gletterens. De oppervlakte van de gemeente bedraagt 4.4 km².
- Hoogste punt: 520 m
- Laagste punt: 429 m

## Bevolking
De gemeente heeft 441 inwoners (2003). De meerderheid in Delley-Portalban is Franstalig (86%, 2000) en Rooms-Katholiek (69%).

## Economie
46% van de werkzame bevolking werkt in de primaire sector (landbouw en veeteelt), 6% in de secundaire sector (industrie), 48% in de tertiaire sector (dienstverlening).

## Geschiedenis
Delley werd voor de eerste keer vermeld in 1268. Delley was toen een leen van der kathedraal van Lausanne. Na 1536 behoorde het tot de voogdij van Estavayer en vanaf 1798 tot het gelijknamige district, vanaf 1804 tot district Montagny, vanaf 1831 tot het district Dompierre en vanaf 1848 tot het district Broye.

## Geboren
- Georges Python (1856-1927), advocaat, rechter, bestuurder, docent en politicus